# Дани Елфман
Даниъл Робърт Елфман (на английски: Daniel Robert Elfman) е американски музикант, носител на награда „Грами“ за филма на Тим Бъртън – „Батман“ и награда „Еми“ за музикалната тема към сериала „Отчаяни съпруги“. Номиниран е за две награди на БАФТА, три награди „Златен глобус“ и четири награди „Оскар“. Също така Елфман композира мелодии за шоута като „Семейство Симпсън“, както и за популярни кино филми като „Отмъстителите: Ерата на Ултрон“ (2015).
Роден е на 29 май 1953 г. в Лос Анджелис, САЩ, в семейство от полско-еврейски и руско-еврейски произход.

## Частична филмография
- „Голямото приключение на Пий-Уий“ (1985)
- „Бийтълджус“ (1988)
- „Среднощно препускане“ (1988)
- „Батман“ (1989)
- „Дик Трейси“ (1990)
- „Даркман“ (1990)
- „Едуард Ножиците“ (1990)
- „Батман се завръща“ (1992)
- „Съмърсби“ (1993)
- „Кошмарът преди Коледа“ (1993)
- „Черният красавец“ (1994)
- „Да умреш за...“ (1995)
- „Невъзможна мисия“ (1996)
- „Сянката на смъртта“ (1996)
- „Марсиански атаки“ (1996)
- „Мъже в черно“ (1997)
- „Флабър“ (1997)
- „Добрият Уил Хънтинг“ (1997)
- „План без грешка“ (1998)
- „Гражданско дело“ (1998)
- „Инстинкт“ (1999)
- „Някъде на запад“ (1999)
- „Слийпи Холоу“ (1999)
- „Доказано жив“ (2000)
- „Семеен човек“ (2000)
- „Планетата на маймуните“ (2001)
- „Спайдър-Мен“ (2002)
- „Мъже в черно 2“ (2002)
- „Червеният дракон“ (2002)
- „Чикаго“ (2002)
- „Хълк“ (2003)
- „Голяма риба“ (2003)
- „Спайдър-Мен 2“ (2004)
- „Чарли и шоколадовата фабрика“ (2005)
- „Булката труп“ (2005)
- „Паяжината на Шарлот“ (2006)
- „Семейство Робинсън“ (2007)
- „Кралството“ (2007)
- „Неуловим“ (2008)
- „Хелбой 2: Златната армия“ (2008)
- „Милк“ (2008)
- „Ноториъс“ (2009)
- „Терминатор: Спасение“ (2009)
- „9“ (2009)
- „Човекът-вълк“ (2010)
- „Алиса в Страната на чудесата“ (2010)
- „Следващите три дни“ (2010)
- „Жива стомана“ (2011)
- „Тъмни сенки“ (2012)
- „Мъже в черно 3“ (2012)
- „Франкенуини“ (2012)
- „Наръчник на оптимиста“ (2012)
- „Хичкок“ (2012)
- „Обетована земя“ (2012)
- „Оз: Великият и могъщият“ (2013)
- „Тайната на горските пазители“ (2013)
- „Американска схема“ (2013)
- „Мистър Пибоди и Шърман“ (2014)
- „Големи очи“ (2014)
- „Петдесет нюанса сиво“ (2015)
- „Отмъстителите: Ерата на Ултрон“ (2015)
- „Goosebumps: Страховити истории“ (2015)
- „Алиса в Огледалния свят“ (2016)